# Дългокрила акула
Дългокрилата акула (Carcharhinus longimanus) е вид акула от семейство Сиви акули.

## Разпространение
Обитава тропическите и топло умерените морета.

## Описание
Тя е агресивна, но бавно движеща се риба, заплаха за оцелелите от корабокрушение или самолетна катастрофа хора. Последни проучвания показват рязко намаляване на популациите, поради високо ценените им перки, които са главна съставка от супата от перки на акула.